# Малые Ерковцы
Малые Ерковцы (укр. Малі Єрківці) — село, входит в Бориспольский район Киевской области Украины.
Население по переписи 2001 года составляло 284 человека. Почтовый индекс — 08361. Телефонный код — 4595. Занимает площадь 1,162 км². Код КОАТУУ — 3220885702.

## Местный совет
08361, Киевская обл, Бориспольский р-н, с. Мирное, ул. Ленина, 5